# Torre del Prospinal (Pina)
La Torre de Prospinal de Pina, a la comarca de l'Alt Palància, és una torre d'origen ibèric que està catalogada com a bé d'interès cultural segons consta a la Direcció General de Patrimoni Artístic de la Generalitat Valenciana, codi RI-51-0010527.
La torre se situa a menys d'un quilòmetres de la carretera de Sagunt a Terol, en una part corresponent a l'altiplà de El Toro - Barraques, en la denominada Foia d'Huguet, pel que fa a la torre se li denomina també "Hoya Huguet 2”, zona que també es coneix com "Los Castillicos", a uns 1022 metres sobre el nivell del mar.
Es tracta d'una construcció que presenta l'estructura d'una petita torre que es va construir directament sobre la roca i a la qual es va envoltar amb un mur de blocs de pedra de considerable grandària, col·locats sobre sòl argilós, el qual es va elevar un cop construïda la torre. La base de la torre és de fàbrica d'aparell de pedra i sobre ell es porta a terme l'alçat de filades horitzontals de pedres sillarejo. La seua construcció consta de diferències respecte altres torres iberes, atès que incorpora cànons arquitectònics clàssics.

## Història
Es va produir el descobriment de la torre al voltant dels anys 40 del segle xx, mentre es rompien nous camps per al cultiu. Això és el que ha provocat l'absència de referències bibliogràfiques sobre aquesta torre, tot i que està en un estat de conservació que podria considerar-se com "acceptable".
Es tracta d'una torre d'origen ibèric, la construcció es pot datar entre els segles IV-II aC, per les últimes excavacions realitzades a la zona podria aventurar-se que en la mateixa hi havia un assentament poblacional d'època també ibèrica, de la mateixa manera que la torre. De les investigacions se sap que havia de ser una zona d'habitació consistent en un habitatge (el que es veu reforçat per la quantiosa quantitat de restes ceràmiques trobades al seu costat) o graner. Se situa a metres de 50 metres de la torre i presenta dos recintes dels quals un d'ells és quadrat i l'altre està annex a ell, entre tots dos ocuparien una superfície d'11.50 per 3.5 metres. És per això pel que els experts comencen a estudiar la hipòtesi que la torre no fos un element defensiu únic, sinó que formés part d'un conjunt de torres i muralles, les quals no només defensarien el poblat ibèric de Castellar de Ragudo que se situa proper a ella, sinó que fos part d'una més àmplia estructura defensiva que inclogués un nucli de població més ampli.
Aquest conjunt de torres defensives serien:
- Torre de Castillejos, també coneguda com a "Huguet 1"[6] que és una torre de planta quadrangular la qual, malgrat ser de considerables dimensions, actualment se situa a l'interior de l'estructura arquitectònica d'un corral.
- Torre del Test, coneguda com a "Huguet 3"[6] de la qual, i estudiant les restes arqueològiques, es pot dir que també presentava planta quadrangular i que es troba abandonada i molt deteriorada.
- Torre d'Orellana, també coneguda com a "Huguet 4"[6] descoberta en 1999, amb planta rectangular, de la qual queden molt poques restes que encara no s'han estudiat convenientment.
- La "Rochuela" o "Castillico", del que queden només algunes restes del que va haver de ser la seva muralla i l'estructura de la torre. Per restes ceràmiques trobades en les excavacions realitzades, se'l considera d'origen també ibèric.

Malgrat tot, i pels estudis que s'han dut a terme, els experts consideren que és difícil fer una datació de la torre més concreta. Es va dur a terme una primera fase d'intervenció en l'any 1999, sota la direcció de l'arqueòleg Miquel Cura-Morera, en la qual es va localitzar un mur d'aparell de pedra d'uns 80 centímetres de gruix que es localitza a uns dos metres de distància de la torre, al qual se li atribueixen funcions estructurals per a la torre (servir de contrafort) i de falsabraga. Aquest descobriment va permetre considerar l'existència de dues èpoques constructives diferents, una que coincidiria amb el moment en què es produeix l'assentament, anterior a la construcció de la torre, que podria arribar a datar-se al segle V aC i una segona fase, més moderna, que dataria voltant de l'any 200 aC en la qual la torre ja estaria construïda, però en la qual els elements defensius com la falsabraga ja s'haurien destruït.